# Ярёменко, Евгений Михайлович
Евге́ний Миха́йлович Ярёменко (6 (19) января 1916, Петроград, Российская империя, — 25 января 1975, Одесса, Украинская ССР, СССР) — советский лётчик-истребитель, гвардии подполковник авиации, Герой Советского Союза (1945).

## Биография
Родился 19 января 1916 года в городе Петроград (ныне Санкт-Петербург) в семье рабочего. Русский. Окончил 9 классов. Жил в Москве. Работал на фармацевтическом предприятии. Окончил Центральный аэроклуб города Москвы.
В Красной армии с 1940 года. Окончил Вязниковскую военно-авиационную школу пилотов в 1941 году. Служил в ней лётчиком-инструктором и командиром звена.
На фронтах Великой Отечественной войны с апреля 1943 года. Был старшим лётчиком, командиром звена, заместителем командира эскадрильи. Воевал на Юго-Западном, 3-м и 1-м Украинских фронтах. Член ВКП(б) с 1944 года. В боях дважды ранен.
Участвовал:
- в боях на Курской дуге на Белгородско-Харьковском направлении, в Изюм-Барвенковской, Запорожской и Днепропетровской операциях — в 1943 году;
- в Ровно-Луцкой, Львовско-Сандомирской операциях, в том числе в боях на Владимир-Волынском, Львовском направлениях, над Сандомирским плацдармом — в 1944 году;
- в Висло-Одерской операции, в боевых вылетах в районы плацдармов на реках Одер, Бобёр, в уничтожении гарнизона в городе Глогау и Оппельнской группировки, в прорыве обороны на Нейсенском направлении, в Берлинской и Пражской операциях — в 1945 году.

Заместитель командира эскадрильи 5-го гвардейского истребительного авиационного полка гвардии капитан Яременко к апрелю 1945 совершил 183 боевых вылета, из них: 9 — на штурмовку войск противника, 39 — на разведку, 48 — на прикрытие своих войск, 68 — на сопровождение бомбардировщиков и штурмовиков, 17 — на свободную «охоту», 2 — на перехват самолётов противника. Произвёл 49 боевых вылетов с бомбометанием. В результате штурмовых и бомбардировочных действий повреждено и выведено из строя: 29 автомашин с грузами и живой силой, 3 паровоза, 5 железнодорожных вагонов, 3 самолёта противника на земле, 19 повозок, взорван 1 склад с боеприпасами, подавлено 15 точек зенитной артиллерии, уничтожено до 40 вражеских солдат и офицеров.
Всего за время войны совершил 200 боевых вылетов, в 46 проведённых воздушных боях сбил 15 самолётов противника лично и 2 в группе — 1 Junkers Ju 87, 1 Junkers Ju 88, 1 Focke-Wulf Fw 189 Uhu в составе группы, 5 Focke-Wulf Fw 190 Wurger, 7 Messerschmitt Bf.109, 1 Heinkel He 111.
Указом Президиума Верховного Совета СССР от 27 июня 1945 года за образцовое выполнение боевых заданий командования на фронте борьбы с немецко-фашистскими захватчиками и проявленные при этом мужество и героизм гвардии капитану Ярёменко Евгению Михайловичу присвоено звание Героя Советского Союза с вручением ордена Ленина и медали «Золотая Звезда» (№ 7661).
В 1947 году окончил Высшие офицерские лётно-тактические курсы. До октября 1952 года служил командиром эскадрильи и помощником командира авиаполка по технике воздушного боя и воздушной стрельбе в 805-м, 304-м и 351-м истребительных авиаполках Белорусского военного округа. Затем служил помощником командира полка по тактике воздушного боя в 773-м и 672-м истребительных авиаполках Северного военного округа в городе Мончегорск Мурманской области.
С апреля 1958 года подполковник Е. М. Яременко — в запасе. Жил в Одессе. Работал контролёром ОТК на заводе медицинского оборудования. Скончался 25 января 1975 года. Похоронен в Одессе на Аллее Славы.

## Награды
- Медаль «Золотая Звезда» Героя Советского Союза;
- орден Ленина;
- два ордена Красного Знамени;
- орден Отечественной войны I степени;
- три ордена Красной Звезды;
- медали